# Изобаза
Изобаза (грч. isos - једнак и грч. basis - кретање, оснивање) је линија која на географској карти спаја тачке са једнаким износом тектонских покрета у истом временском интервалу.